# Sion (parochie)
Sion is een parochie van de Deense Volkskerk in de Deense gemeente Kopenhagen. De parochie maakt deel uit van het bisdom Kopenhagen en telt 6172 kerkleden op een bevolking van 9053 (2004). De parochie werd tot 1970 gerekend onder Sokkelund Herred.
Sion werd als parochie gesticht in 1896 als afsplitsing van de parochie Sankt Jakobs. De parochiekerk, de Sions Kirke, kwam gereed in hetzelfde jaar. De kerk werd ontworpen door de  architect Otto Valdemar Koch. In 1921 werd de toren toegevoegd.